# Dipartimento di General Alvear (Mendoza)
General Alvear è un dipartimento argentino, situato nella parte sud-orientale della provincia di Mendoza, con capoluogo General Alvear.

## Geografia fisica
Il dipartimento è istituito con legge provinciale il 12 agosto 1914. Esso confina a nord e ad ovest con il dipartimento di San Rafael, a est con la provincia di San Luis e a sud con quella di La Pampa. Si trova a 300 km circa dalla capitale della provincia, Mendoza, e a 863 km dalla capitale federale, Buenos Aires.

## Società

### Evoluzione demografica
Secondo il censimento del 2010, su un territorio di 14.448 km², la popolazione ammontava a 46.429 abitanti, con un aumento demografico del 5,2% rispetto al censimento del 2001.
Abitanti censiti

## Amministrazione
Il dipartimento, come tutti i dipartimenti della provincia, è composto da un unico comune, suddiviso in 4 distretti (distritos in spagnolo):
- Alvear Oeste, istituito nel 2007
- Bowen
- General Alvear, capoluogo dal 1953
- San Pedro del Atuel

Altre località sono:
- Canalejas
- Carmensa
- Cochicó
- Corral de Lorca
- El Ceibo
- El Juncalito
- La Escandinava
- La Mora
- Línea de Poste
- Los Compartos
- Ovejería
- Poste de Hierro